# Uvaria ferruginea
Uvaria ferruginea är en kirimojaväxtart som beskrevs av Buch.-ham., Joseph Dalton Hooker och Thomas Thomson. Uvaria ferruginea ingår i släktet Uvaria och familjen kirimojaväxter. Inga underarter finns listade i Catalogue of Life.